# Liste der Monuments historiques in Élancourt
Die Liste der Monuments historiques in Élancourt führt die Monuments historiques in der französischen Gemeinde Élancourt auf.

## Liste der Bauwerke
| Bezeichnung                                        | Beschreibung | Standort | Kennzeichnung | Schutzstatus | Datum | Bild |
| -------------------------------------------------- | ------------ | -------- | ------------- | ------------ | ----- | ---- |
| Kapelle der ehemaligen Commanderie de la Villedieu |              | (Lage)   | PA00087425    | Inscrit      | 1926  |      |